# 8-я армия (НРА)

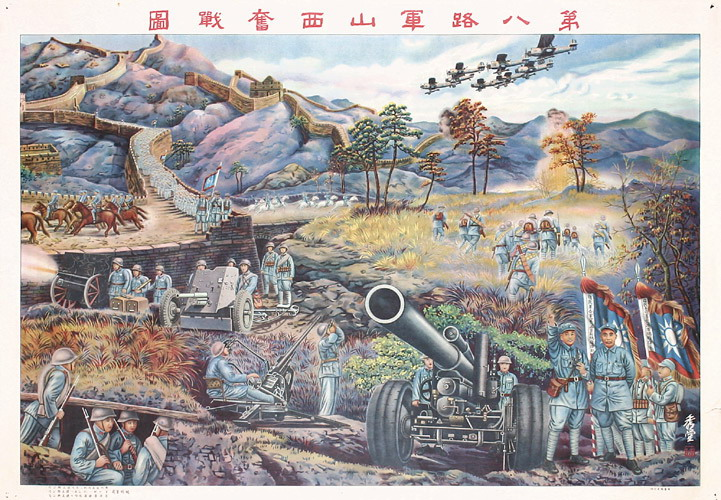
Плакат «Восьмая армия в Шаньси»

8-я армия (официальное полное название — кит. упр. 国民革命军第八路军, пиньинь Guómín Gémìngjūn Dìbālùjūn, палл. Гоминь гэминцзюнь дибалуцзюнь («8-я армия Национально-революционной армии»), общепринятое сокращение — кит. упр. 八路军, пиньинь Bālùjūn, палл. Балуцзюнь («8-я армия»)) — одно из соединений Национально-революционной армии - НРА, контролировавшееся китайскими коммунистами.
Сразу же после начала Японо-китайской войны началось сближение между Гоминьданом и Коммунистической партией Китая с целью создания единого фронта борьбы против японской агрессии. 17 июля 1937 года Чан Кайши выступил с заявлением о необходимости общенациональной борьбы сопротивления. 22 августа, сразу же по завершении советско-китайских переговоров, гоминьдановское правительство издало приказ о преобразовании вооружённых сил КПК в 8-ю армию НРА. Командиром был назначен Чжу Дэ, его заместителем — Пэн Дэхуай. Численность армии первоначально была определена в 45 тысяч бойцов, армия состояла из трёх дивизий: 115-я (командир Линь Бяо), 120-я (командир Хэ Лун), 129-я (командир Лю Бочэн).
В 1938 году 8-я армия формально была преобразована в 18-ю армейскую группу 3-го военного района, возглавляемого Янь Сишанем, однако на практике продолжала действовать независимо, подчиняясь не гоминьдановскому правительству, а руководству компартии, и её по-прежнему продолжали именовать «8-й армией».

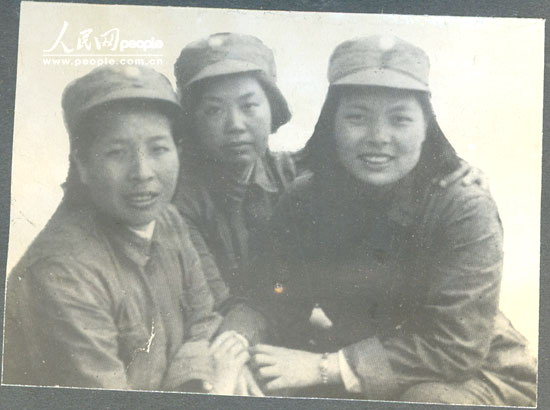
Женщины — военнослужащие Восьмой армии

С первых месяцев войны руководство КПК направило значительную часть своих вооружённых сил в тыл быстро наступавших японских войск. Особенно активно части 8-й армии действовали в Северном Китае, где и до войны Гоминьдан не имел прочных военно-политических позиций, а власть фактически принадлежала различным милитаристам. Так, часть 115-й дивизии (около 2 тысяч бойцов) во главе с Не Жунчжэнем была оставлена в горном массиве на стыке горных хребтов Тайханшань, Утайшань и Хэншань, где коммунистам удалось организовать массовое партизанское движение, на его основе значительно расширить части 115-й дивизии и контролировать большой район на стыке провинций Шаньси-Чахар-Хэбэй с центром в городе Фупине. Части 129-й дивизии стали организаторами партизанского движения, базировавшегося прежде всего в горном районе Тайханшань, а затем распространившегося из юго-западной Шаньси в провинции Хэбэй, Шаньдун и Хэнань, где был пограничный район под контролем коммунистов. Части 120-й дивизии в первые месяцы войны вели активные боевые действия против японских войск в северной Шаньси, а затем — после падения Тайюаня — стали действовать в японском тылу, развернув партизанское движение в северо-западной Шаньси, а также в центральной, западной и южной Суйюани, вплоть до Чахара.

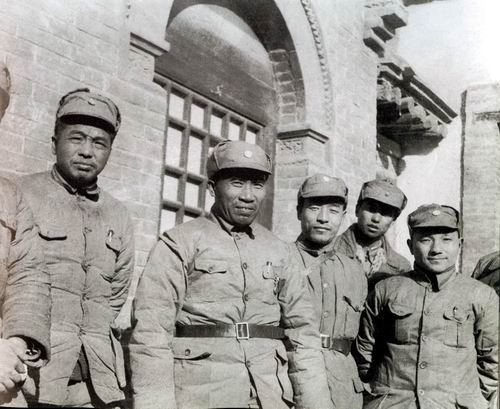
Штаб-квартира 8-й армии в посёлке Маму, уезд Хундун, провинция Шаньси, слева направо:
Пэн Дэхуай, Чжу Дэ, Пэн Сюэфэн, Сяо Кэ, Дэн Сяопин. Фото 1938 года

Во второй половине 1940 года командование 8-й и Новой 4-й армий организовало самую крупную за всю войну войсковую операцию коммунистических армий против японских войск — т. н. «Битву ста полков». В ней участвовало более 400 тыс. бойцов. За три с половиной месяца боёв народные армии вывели из строя более 20 тыс. японских солдат и офицеров и выбили противника с территории с населением более 5 млн человек, но в ходе последовавшего контрнаступления японцев вынуждены были отойти на исходные позиции. Опыт операции привёл руководство КПК к необходимости перехода к тактике мелких партизанских акций против японцев без проведения крупномасштабных сражений.
Благодаря эффективной аграрной политике, осуществляемой КПК в контролируемых ею районах, коммунистические воинские части имели прочный и спокойный тыл. Вовлекая в свои ряды разнородные местные вооружённые формирования, а также используя в своих интересах гоминьдановский закон о воинской обязанности, 8-я армия к концу войны довела свою численность до 600 тысяч человек (с учётом бойцов ополчения).
Летом 1946 года, после возобновления Гражданской войны в Китае, на основе 8 армии, Новой 4 армии и Северо-Восточной антияпонской объединённой армии была сформирована Северо-Восточная народно-освободительная армия.